# Liangshuihe
Die „Gemeinde Liangshuihe der Mongolen“ (chinesisch 凉水河蒙古族乡, Pinyin Liángshuǐhé Měnggǔzú Xiāng) ist eine Nationalitätengemeinde der kreisfreien Stadt Beipiao in der nordostchinesischen Provinz Liaoning. Die Gemeinde hat eine Fläche von 112,2 km² und 6.790 Einwohner (Zählung 2012), davon knapp 20 % Mongolen. Mit nur gut 10 % Flächenanteil spielt der Ackerbau in der Wirtschaft Liangshuihes eine untergeordnete Rolle. Die wirtschaftliche Basis der Gemeinde ist die Viehhaltung, vor allem von Schafen, und die Forstwirtschaft. Hinzu kommen einige Obstplantagen.
Liangshuihe hieß ursprünglich „Gemeinde Xiafu der Mongolen“ (chinesisch 下府蒙古族乡, Pinyin Xiàfǔ Měnggǔzú Xiāng). Am 1. November 2011 wurde Xiafu offiziell in Liangshuihe umbenannt.
Liangshuihe ist der Geburtsort des mongolischen Schriftstellers und Historikers Injannasi (1837–1892).

## Administrative Gliederung
Liangshuihe setzt sich aus sechs Dörfern zusammen. Diese sind:
- Dorf Liangshuihe (凉水河村), Sitz der Gemeinderegierung;
- Dorf Aishugou (艾树沟村);
- Dorf Gaotai (高台村);
- Dorf Wansongshan (万松山村);
- Dorf Xiawanzi (下湾子村);
- Dorf Zhoujiagou (周家沟村).